# Al Zarrar
Al Zarrar tenk je glavni borbeni tenk pakistanske vojske. Dizajniran je na temelju kineskog Type 59. Moderniziran i poboljšan mu je oklop, naoružanje, sustav upravljanja paljbom (SUP) i poboljšana je aktivna zaštita tenka. Prvi prototip je izrađen u Heavy Industries Taxila. Po istom primjeru Pakistan je ponudio modernizaciju vojih T-54/55 i Type 59 tenkova drugim državama. Al Zarrar u odnosu na T-54/55 i Type 59 ima 54 promijene što ga čini potpuno novim tenkom.
Program modernizacije započeo je 1990., i prva isporuka od 80 poboljšana tenka dostavljena je Pakistanskoj vojsci 26. veljače 2004.
Šri Lanka razmatra mogućnost kupnje 25 tenkova Al Zarrar.

## Izmjene
- 125 mm glaktocijevni top, može ispaljivati APFSDS, HEAT-FS i visoko eksplozivne HE-FS
- 730 ks dizel motor
- Poluautomatski punjač
- potpuno stabilizirani top i poboljšni SUP
- poboljšana suspenzija
- poboljšana oklopna zaštita s eksplozivno-reaktivnim oklopm i dodatnim oklopom za bolju zaštitu od tenkovskih mina

## Korisnici
- Pakistan - oko 320

## Vanjske poveznice
- (en) Pakistan Military Consortium
- (en) Pak army gets first consignment of 80 Chinese-origin tanks, na globalsecurity.org